# Clwyd
Clwyd er et walisisk grevskab, der ligger i det nordøstlige Wales; det har navn efter floden Clwyd, der løber igennem området. Mod nord ligger det Irske Hav, og de engelske counties Cheshire mod øst og Shropshire mod sydøst. Powys og Gwynedd ligger mod hhv. syd og vest. Clwyd deler også havgrænse med Merseyside langs floden Dee.
Mellem 1974 og 1996 havde området en lidt anden definition og en lokal regering sammen med seks andre grevskaber. I 1996 blev Clwyd og de øvrige grevskaber opgivet, og de nye hovedområder blev etableret, hvor Clwyd blev opdelt i Conwy County Borough, Denbighshire, Flintshire og Wrexham County Borough. Clwyd beholdt dog visse ceremonielle funktioner.
I 2007 havde grevskabet et estimeret indbyggertal på 491.100 personer.